# 智北駅
智北駅（ちほくえき）は、北海道（上川総合振興局）名寄市字智恵文智北にある北海道旅客鉄道（JR北海道）宗谷本線の駅である。駅番号はW52。電報略号はチホ。

## 歴史

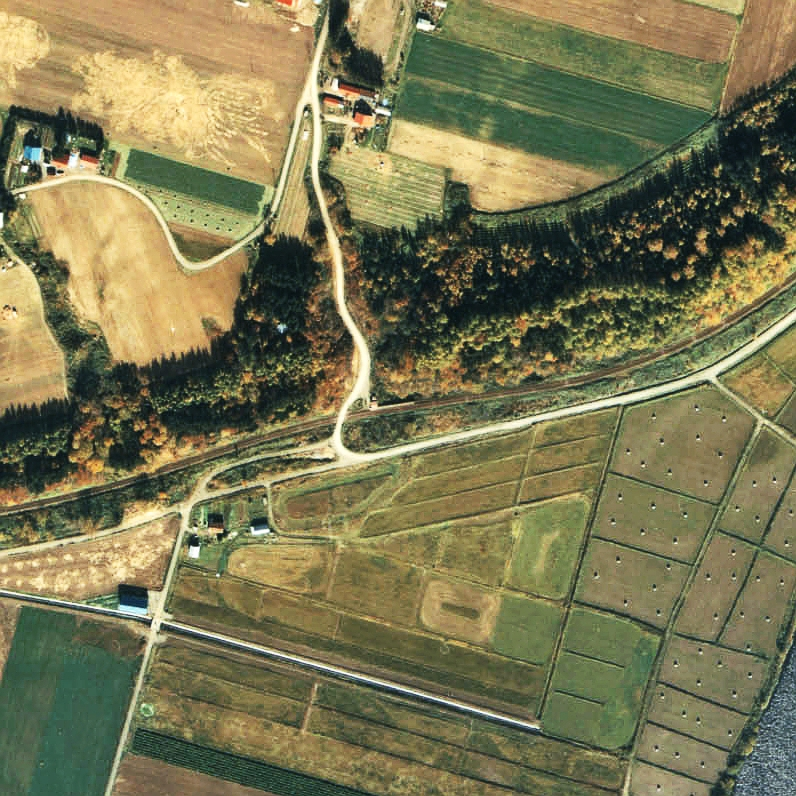
1977年の智北仮乗降場と周囲約500m範囲の状況。左稚内方面。道路整備前で、駅と踏切の位置が現在と異なる。

- 1959年（昭和34年）11月1日：日本国有鉄道宗谷本線の智恵文駅 - 南美深仮乗降場間に智北仮乗降場（局設定）として新設開業[1]。旅客のみ取扱い。
  - 名寄新聞「智北に簡易乗降場　12月から開設本決まり」（1961年11月18日付）、新名寄市史第2巻（2000年11月30日発行）によると、仮乗降場（簡易乗降場）は1961年（昭和36年）12月1日の開設とされている。
  - 名寄市智北地区と美深町辺渓地区の住民が設置を要望するとともに、名寄市でも付近にある智恵文沼の観光開発を図って国鉄当局に運動してきた[新聞 1]。
- 1987年（昭和62年）4月1日：国鉄分割民営化により、北海道旅客鉄道（JR北海道）の駅となると共に駅に昇格。智北駅となる[1]。
- 1990年（平成2年）3月10日：営業キロ設定。
- 1991年（平成3年）11月1日：駅付近の北海道道252号美深名寄線の拡幅改良による踏切の移設に伴い、智恵文駅寄りに120m移設[2][3]。改キロ。
- 2020年（令和2年）12月9日：JR北海道が、2021年度より地元自治体（名寄市）による維持管理に移行することを発表[JR北 1]。
- 2021年（令和3年）4月：名寄市による維持管理に移行[新聞 2][新聞 3]。

### 駅名の由来
地区名より。智恵文の北側に位置したため「智北」とした。

## 駅構造
前述のように移転して以降は、稚内方面に向かって右手側に単式ホーム1面1線を有する地上駅となっている。分岐器を持たない棒線駅である。ホームの旭川方に踏切があり、階段により連絡している。
無人駅（名寄市管理）であり、ホーム上にプレハブ工法の待合所を有する。

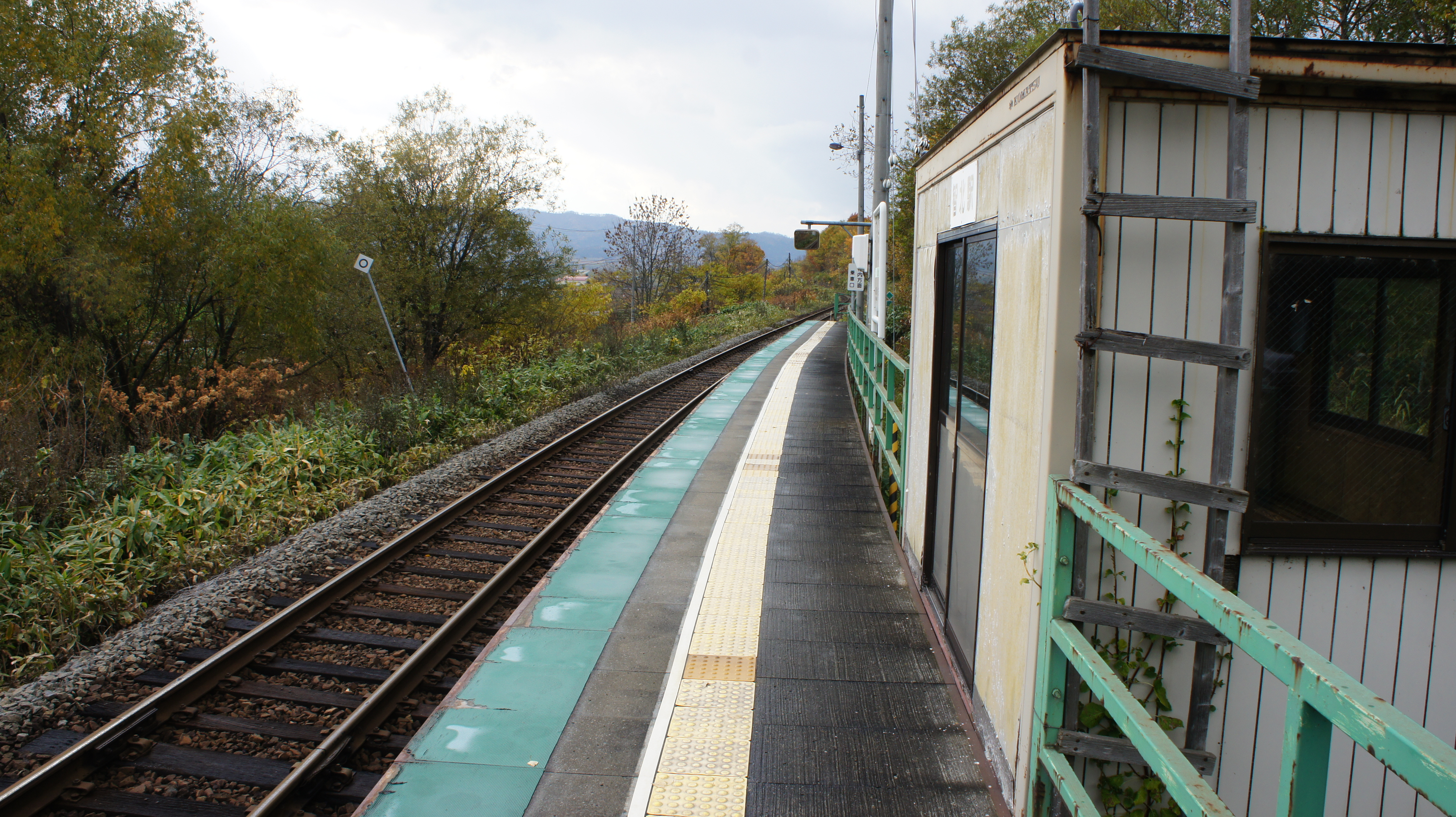
ホーム（2017年10月）
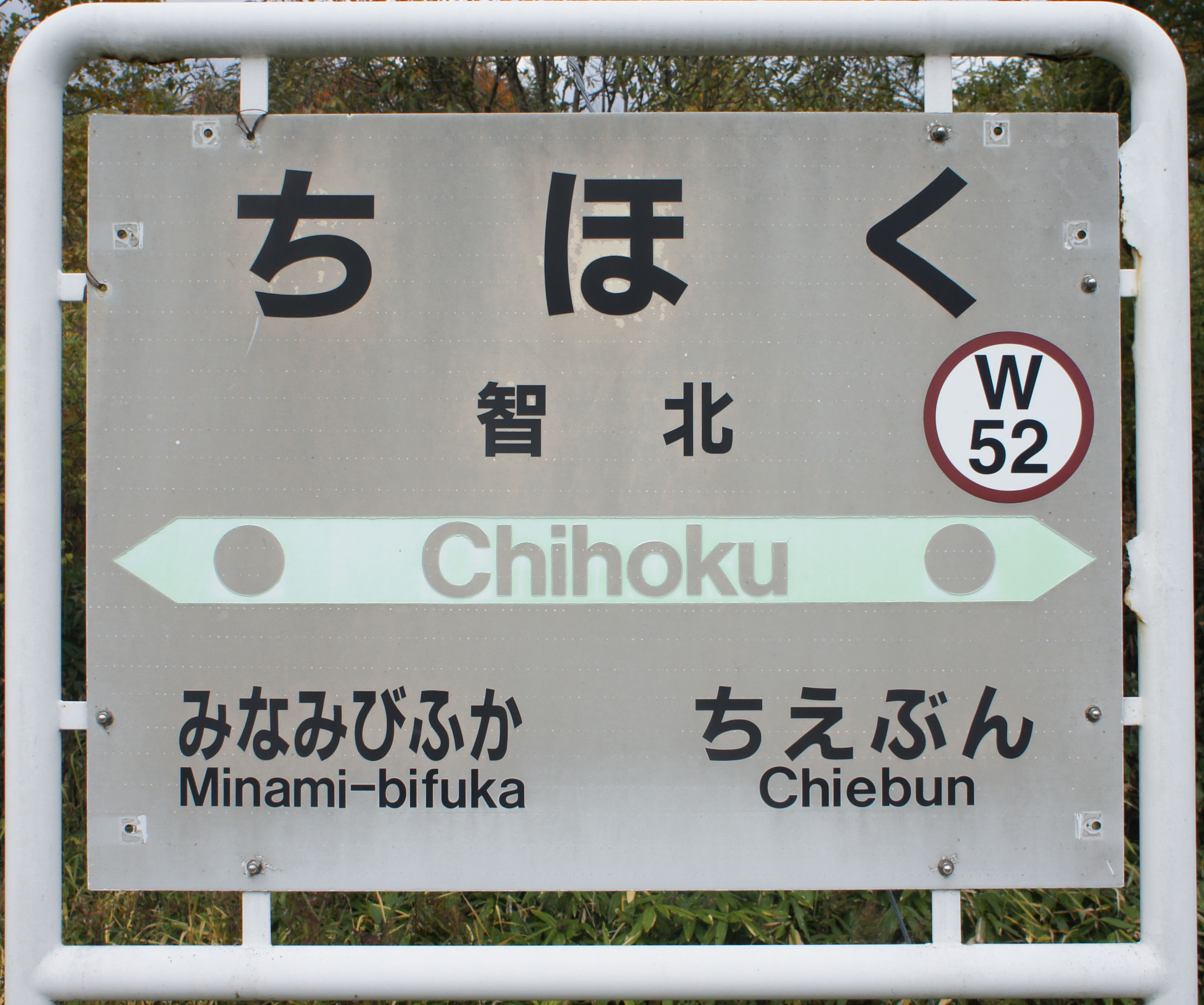
駅名標（2017年10月）

## 利用状況
乗車人員の推移は以下のとおり。乗降人員のみ判明している年については、1/2した値を括弧書きで示す。「JR調査」については、当該の年度を最終年とする過去5年間の各調査日における平均である。
| 年度               | 乗車人員 | 乗車人員 | 乗車人員 | 出典        | 備考        |
| 年度               | 年間     | 1日平均  | JR調査   | 出典        | 備考        |
| ------------------ | -------- | -------- | -------- | ----------- | ----------- |
| 1992年（平成04年） |          | (1)      |          | [ 2 ]       | 乗降人員2人 |
| 2011年（平成23年） |          | (1)      |          | [ 8 ]       | 乗降人員2人 |
| 2012年（平成24年） |          | (1)      |          | [ 8 ]       | 乗降人員2人 |
| 2013年（平成25年） |          | (1)      |          | [ 8 ]       | 乗降人員2人 |
| 2014年（平成26年） |          | (2)      |          | [ 8 ]       | 乗降人員4人 |
| 2015年（平成27年） |          |          | 10名以下 | [ JR北 2 ]  |             |
| 2016年（平成28年） |          |          | 1.8      | [ JR北 3 ]  |             |
| 2017年（平成29年） |          |          | 2.0      | [ JR北 4 ]  |             |
| 2018年（平成30年） |          |          | 2.4      | [ JR北 5 ]  |             |
| 2019年（令和元年） |          |          | 2.0      | [ JR北 6 ]  |             |
| 2020年（令和02年） |          |          | 1.6      | [ JR北 7 ]  |             |
| 2021年（令和03年） |          |          | 1.6      | [ JR北 8 ]  |             |
| 2022年（令和04年） |          |          | 1.8      | [ JR北 9 ]  |             |
| 2023年（令和05年） |          |          | 1.4      | [ JR北 10 ] |             |

## 駅周辺
周囲は沼や湿地が多い。田畑が広がる。
- 北海道道252号美深名寄線
- ひぶなの里 ちえぶんパーク[6]
- 天塩川
- 智恵文沼 - 駅の目の前にある[6]。

## 隣の駅
北海道旅客鉄道（JR北海道）
■宗谷本線（上り最終列車は当駅通過）
智恵文駅 (W51) - 智北駅 (W52) - *南美深駅 (W53) - 美深駅 (W54)
*:打消線は廃駅

### JR北海道
1. ↑  『来春のダイヤ見直しについて』（PDF）（プレスリリース）北海道旅客鉄道、2020年12月9日。オリジナルの2020年12月9日時点におけるアーカイブ。2020年12月10日閲覧。
2. ↑  “極端にご利用の少ない駅（3月26日現在）” (PDF). 平成28年度事業運営の最重点事項.   北海道旅客鉄道. p. 6 (2016年3月28日). 2017年9月25日閲覧。
3. ↑  “宗谷線（名寄・稚内間）” (PDF). 線区データ（当社単独では維持することが困難な線区）.   北海道旅客鉄道 (2017年12月8日). 2017年12月30日時点のオリジナルよりアーカイブ。2017年12月30日閲覧。
4. ↑  “宗谷線（名寄・稚内間）” (PDF).   北海道旅客鉄道 (2017年7月2日). 2017年12月30日時点のオリジナルよりアーカイブ。2018年7月13日閲覧。
5. ↑  “宗谷線（名寄・稚内間）” (PDF). 線区データ（当社単独では維持することが困難な線区）(地域交通を持続的に維持するために).   北海道旅客鉄道. p. 3 (2019年10月18日). 2019年10月18日時点のオリジナルよりアーカイブ。2019年10月18日閲覧。
6. ↑  “宗谷線（名寄・稚内間）” (PDF). 地域交通を持続的に維持するために > 輸送密度200人以上2,000人未満の線区（「黄色」8線区）.   北海道旅客鉄道. p. 3・4 (2020年10月30日). 2020年11月2日時点のオリジナルよりアーカイブ。2020年11月3日閲覧。
7. ↑  “駅別乗車人員  特定日調査（平日）に基づく”.   北海道旅客鉄道. 2022年8月3日時点のオリジナルよりアーカイブ。2022年8月14日閲覧。
8. ↑  “駅別乗車人員  特定日調査（平日）に基づく”.   北海道旅客鉄道. 2022年9月3日時点のオリジナルよりアーカイブ。2022年9月3日閲覧。
9. ↑  “駅別乗車人員  特定日調査（平日）に基づく”.   北海道旅客鉄道. 2023年11月10日時点のオリジナルよりアーカイブ。2023年11月10日閲覧。
10. ↑  “宗谷線(旭川・稚内間) 事業の抜本的な改善方策の実現に向けた実行計画(2024(令和6)～2026(令和8)年度)” (PDF).   北海道旅客鉄道 (2024年). 2024年9月8日時点のオリジナルよりアーカイブ。2024年9月8日閲覧。

### 新聞記事
1. ↑  智北に簡易乗降場　12月から開設本決まり（名寄新聞、1961年11月18日）
2. ↑  “無人18駅、自治体管理へ JR北海道 経営難で急拡大”. 北海道新聞. (2021年2月5日).  オリジナルの2021年2月6日時点におけるアーカイブ。 2021年2月6日閲覧。
3. ↑  美深町・名寄市　2021年度から維持費用負担　恩根内、智北、日進の3駅　美深町は通学定期代差額支援も（名寄新聞、2021年3月24日）